# Busta Flex (album)
Busta Flex è il primo album ufficiale dell'omonimo rapper francese, pubblicato nel 1998.

## Tracce
1. Intro
2. J'fais mon job à plein temps
3. Ma force
4. Yeah Yeah Yo
5. What Can I Do?
6. Ca se dégrade
7. Majeur
8. 1 pour la basse
9. Kick avec mes Nike
10. Esprit mafieux
11. Pourquoi ?
12. Le Zedou
13. Freestyle Session
14. Outro
15. 1 pour la basse

Dal disco furono estratti due singoli, entrambi nel 1998: Pourquoi e J'fais mon job à plein temps.